# إل. إل. مارشال
إل. إل. مارشال (بالإنجليزية: L. L. Marshall) هو محامي وسياسي أمريكي، ولد في 9 يوليو 1888 في بوسايروس في الولايات المتحدة، وتوفي في 12 يناير 1958 في اورورا في الولايات المتحدة. حزبياً، نشط في الحزب الجمهوري. وقد انتخب عضو مجلس نواب أوهايو وانتخب عضو مجلس النواب الأمريكي.